# Alexandre Jamet
Alexandre Jamet, né le 2 mai 1993 à Clichy (Hauts-de-Seine), est un coureur cycliste français amateur membre de l'équipe Atria-Montluçon Cyclisme.

## Biographie

### Carrière
Alexandre Jamet participe à ses premiers Championnats de France de cyclisme sur route en 2011. Les années suivantes, il court sur les compétitions espoirs du circuits français sans réel résultat notable. En 2017, il se classe 13e de Paris-Mantes en Yvelines, une course professionnelle de la Coupe de France. Cette même année, il court sous le maillot de la formation CR des 4 Chemins de Roanne. En 2018, sur le Tour Alsace, il termine 6e de l'étape inaugurale, dans un petit groupe mené par le jeune Mathieu van der Poel. En 2020, il signe dans l'équipe Bourg-en-Bresse Ain Cyclisme pour deux années, durant ces deux saisons, il ne parvient pas à réaliser de résultats notables. À la fin de son contrat, il rejoint l'équipe régionale EC Saint-Etienne Loire, en 2022, il se classe 2e d'une étape des 3 Jours de Cherbourg et 11e du classement général à 29s du vainqueur. En mai 2023, il termine au pied du podium du Tour du Charolais puis 6e du Tour du Pays Roannais. En fin de saison, il signe son premier podium sur une course semi-professionnelle lors du Circuit des Deux Ponts. L'année suivante, dès le début de la saison, il remporte la classique du Poinçonnet-Panazol-Limoges puis le Circuit de Saône-et-Loire,.
Fin 2024, il annonce rejoindre la formation Atria-Montluçon Cyclisme pour une durée de une saison.

## Palmarès
- 2015
  - Tour du Charolais
- 2016
  - 2e du Grand Prix du Centre de la France
- 2017
  - 2e du Grand Prix de Chardonnay
  - 2e du Grand Prix de Puy-l'Évêque
  - 2e du Grand Prix du Cru Fleurie
- 2018
  - 2e du Grand Prix de Puy-l'Évêque
  - 2e du Circuit des Monts du Livradois
  - 2e du Grand Prix de Villapourçon
  - 3e du Tour Nivernais Morvan
  - 3e du Tour du Chablais
  - 3e du Prix Albert-Gagnet
- 2019
  - 2e du Grand Prix de Saint-Étienne Loire
- 2020
  - Grand Prix d'Oradour-sur-Vayres
  - 2e du Grand Prix des Vins de Panzoult
- 2021
  - 2e du Circuit des communes de la vallée du Bédat
- 2022
  - Grand Prix d'Issoire
  - 2e du Grand Prix de La Machine
- 2023
  - 3e du Trophée des Châteaux aux Milandes
  - 3e du Circuit des Deux Ponts
- 2024
  - Circuit de Saône-et-Loire :
    - Classement général
    - 1re étape

  - Le Poinçonnet-Panazol
  - 2e du Souvenir Pierre-Chany
  - 2e du Grand Prix de Gien